# Quinley Quezada
Quinley Mirielle Campomanes Quezada (* 7. April 1997 in Rosemead, Kalifornien) ist eine in den USA geborene philippinische Fußballspielerin.

## Karriere

### Vereine
In ihrer Zeit am College spielte sie von 2015 bis 2018 für die Mannschaft der UC Riverside Highlanders.
Ihr erster Klub sollte im Jahr 2020 dann Xinbei Hangyuan in der Republik China sein, jedoch kam es aufgrund der COVID-19-Pandemie dann nicht dazu. Im Jahr 2021 war sie dann auch für Klubs in der WPSL aktiv, bevor sie Mitte des Jahres in Japan einen Vertrag bei JEF United Chiba Ladies unterschrieb. Im Juni des darauffolgenden Jahres wechselte sie dann zu Roter Stern Belgrad, nachdem sie in der WE League auf insgesamt neun Einsätze kam.

### Nationalmannschaft
Durch ihre Mutter ist sie für die philippinische Nationalmannschaft spielberechtigt. Ihr Debüt hier hatte sie dann bereits im Jahr 2018, wo sie mit ihrer Mannschaft an der Asienmeisterschaft 2018 teilnahm und dort in jeder Partie des Teams in der Startelf stand. Auch bei der Ausgabe im Jahr 2022 war sie dabei. Hier erzielte sie im Viertelfinale gegen die Republik China in der 49. Minute das zwischenzeitliche 0:1, wobei ihr Team durch das 1:1 von Zhou Li-ping in der 82. Minute am Ende noch ins Elfmeterschießen musste. Dieses gewann ihre Mannschaft dann aber und somit rückte man erstmals in der Geschichte ins Halbfinale vor. Hier verlor man zwar am Ende mit 0:2 gegen Südkorea, aber trotzdem reichte dieser Platz aus, sich für die Weltmeisterschaft 2023 zu qualifizieren.